# Tangenziale sud di Nizza

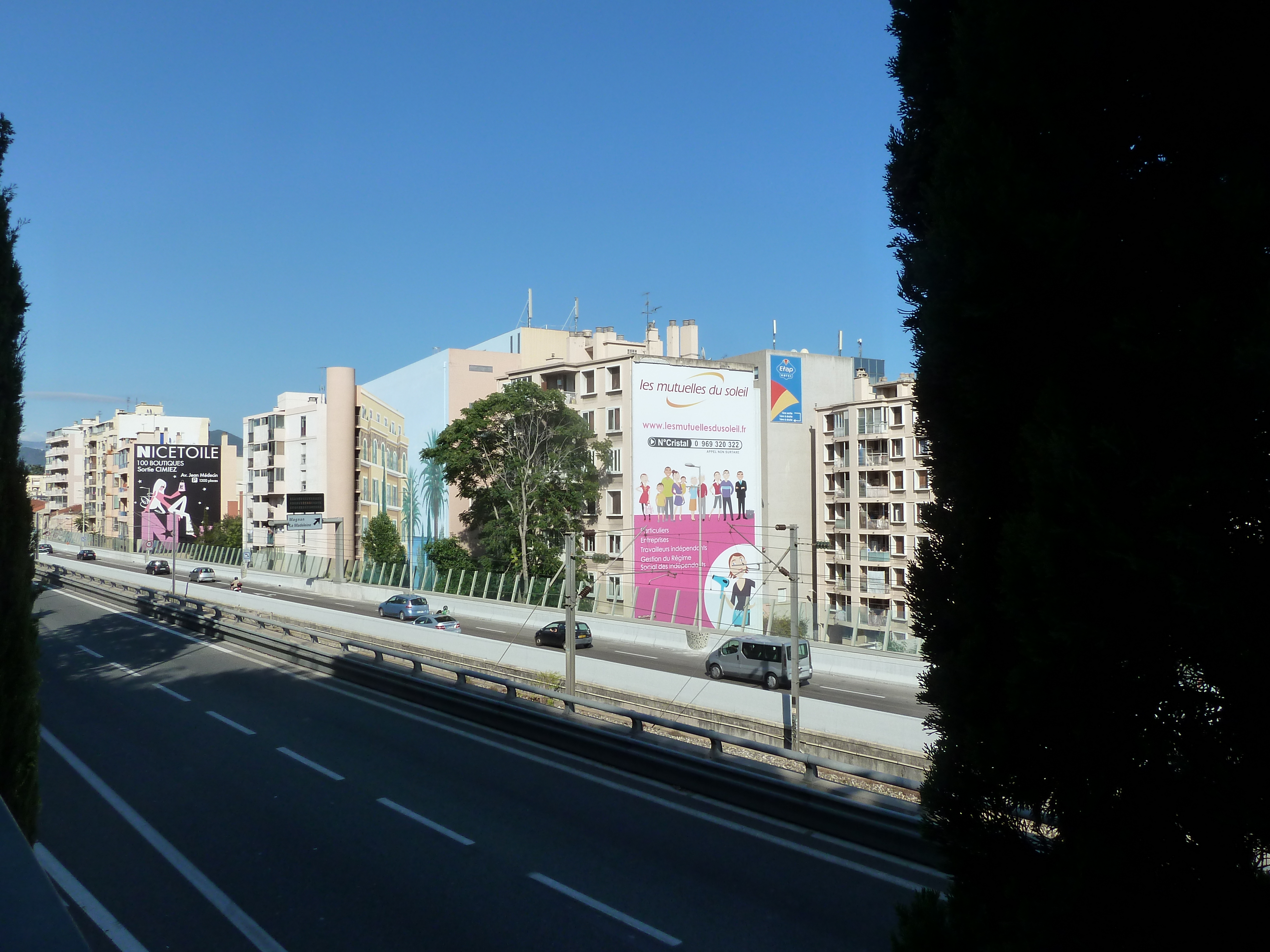
Tangenziale Sud nei pressi di Magnan

La via rapida Pierre Mathis (in francese, voie rapide Pierre Mathis), chiamata anche tangenziale Sud o ancora autostrada urbana Sud (in francese, autoroute urbaine Sud) è una strada a scorrimento veloce che attraversa, da est a ovest, la città francese di Nizza.
Inserita completamente nel tessuto urbano della città di Nizza, questa tangenziale ha la funzione di ridurre il flusso di traffico sulla Passeggiata degli Inglesi grazie alle sue due carreggiate a due corsie ciascuna.
La sua concezione è impressionante a causa di viadotti, trincee, tunnel e gallerie, costruiti per evitare ogni intersezione con la viabilità locale e per sovrastare la ferrovia Marsiglia-Ventimiglia.

## Storia e progetti futuri
La via è stata realizzata in tempi diversi a partire dal 1962.
Ciononostante essa non presenta le due interconnessioni terminali previste dal progetto.
- A ovest manca un collegamento diretto con l'autostrada A8. Sebbene questa assenza fosse inizialmente giustificata dalla volontà di non attirare sulla tangenziale il traffico di mezzi pesanti diretti verso il centro della città, oggigiorno la sua costruzione assume sempre maggior importanza. I numerosi studi di fattibilità condotti per trovare una soluzione non hanno ancora visto una realizzazione concreta.
- A est manca un accesso diretto alla Penetrante del Paillon, nonostante le due arterie siano molto vicine e le condizioni per un collegamento siano esistenti.

## Percorso
| VIA RAPIDA PIERRE MATHIS - TANGENZIALE SUD DI NIZZA | |              |
| Tipologia                                           | Indicazione | Dipartimento |
|                                                     | Nizza Avenue Liauthey Penetrante del Paillon Nizza quartieri Est Porto di Nizza Acropolis                                                                                              | 06           |
|                                                     | Nizza Cimiez Centro citta Stazione di Nice-Ville Museo Nazionale di Marc Chagall Boulevard de Cimiez                                                                                   | 06           |
|                                                     | Nizza Saint-Lambert - Entrata solo in direzione di Avenue Liauthey, uscita solo in provenienza da Nizza Saint-Augustin Centro citta Stazione di Nice-Ville                             | 06           |
|                                                     | Nizza Thiers - Entrata solo in direzione di Nizza Saint-Augustin | 06           |
|                                                     | Nizza Saint-Philippe Boulevard François Grosso | 06           |
|                                                     | Nizza Magnan Promenade des Anglais Avenue de la Californie | 06           |
|                                                     | Nizza Fabron | 06           |
|                                                     | Nizza Les Bosquets | 06           |
|                                                     | Nizza Grinda | 06           |
|                                                     | Nizza Matisse | 06           |
|                                                     | Nizza Saint-Augustin Aeroporto di Nizza Costa Azzurra Stazione di Nice-Saint-Augustin Nizza quartieri Ovest Stadio Allianz Riviera Autostrada A8 Saint-Laurent-du-Var Sophia-Antipolis | 06           |